# 综蝇属
综蝇属（学名：Synthesiomyia）为家蝇科的一个属。

## 下属物种
本属包括以下物种：
- 裸芒综蝇 Synthesiomyia nudiseta  (Wulp, 1883)